# Ritu Beri
Ritu Beri (in hindī रितु बेरी, in punjabi: ਰਿਤੂ ਬੇਰੀ; ...) è una stilista indiana.

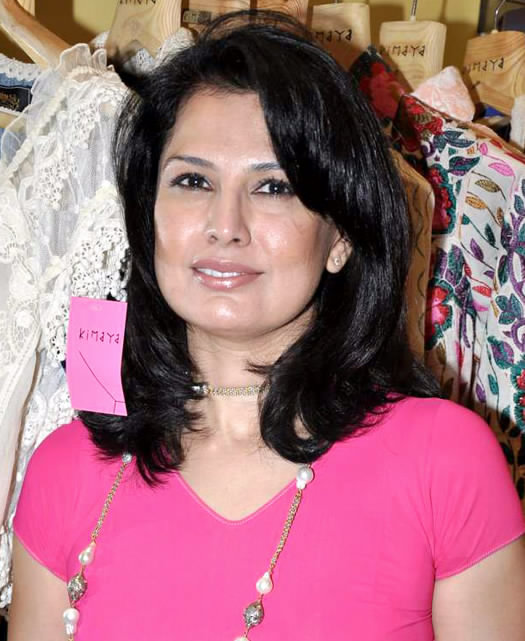
La stilista Ritu Beri

Nel marzo del 2002, diventò capo della sezione “Ready to Wear” del marchio di moda francese, Jean-Louis Scherrer.
Lanciò un’organizzazione no-profit, con il nome The Luxury League, per promuovere la creatività e l’innovazione nell’industria del lusso indiana. Inoltre, è stata nominata consulente della Khadi and Village Industries Commission (KVIC), una commissione che fa parte del Ministero delle Micro, Piccole e Medie Imprese del governo indiano.

## Vita privata
Nel 2004, sposò l’esportatore Bobby Chadha.

## Carriera
Nel 2000, Beri diventò direttrice della casa di moda francese, Jean Louis Scherrer, e disegnò le nuove collezioni pret-a-porter del marchio.
Nel 2010, Ritu Beri fu nominata dal Governo francese, Cavaliere dell’Ordine delle arti e delle lettere.
Il 9 aprile del 2016, Beri pubblicò due libri, The Designs of A Restless Mind e The Fire of A Restless Mind.

## Onorificenze
- 2016 - Power Brands Hall of Fame[8]
- 2014 – Ordine al merito civile (Spagna) dal Governo spagnolo[9]
- 2010 - Cavaliere dell’Ordine delle arti e delle lettere dal Governo francese[10]